# Coteana
Coteana is een Roemeense gemeente in het district Olt.
Coteana telt 2435 inwoners.